# Siergiej Stogow
Siergiej Stogow (ros. Сергей Стогов; ur. 22 stycznia 1986 w Moskwie) – rosyjski wioślarz.

## Osiągnięcia
- Mistrzostwa Świata Juniorów – Banyoles 2004 – czwórka podwójna – 2. miejsce[1].
- Mistrzostwa Świata U-23 – Glasgow 2007 – czwórka podwójna – 6. miejsce[1].
- Mistrzostwa Europy – Ateny 2008 – czwórka podwójna  – 5. miejsce[1].